# Yabuki (Fukushima)
Yabuki (矢吹町 Yabuki-machi?) es un pueblo localizado en la prefectura de Fukushima, Japón. En junio de 2019 tenía una población de 17.004 habitantes y una densidad de población de 282 personas por km². Su área total es de 60,40 km².

## Geografía

### Municipios circundantes
- Prefectura de Fukushima
  - Shirakawa
  - Nakajima
  - Izumizaki
  - Kagamiishi
  - Ten'ei
  - Ishikawa
  - Tamakawa

## Demografía
Según datos del censo japonés, la población de Yabuki ha disminuido en los últimos años.
| Año del censo | Población |
| ------------- | --------- |
| 1995          | 19.075    |
| 2000          | 18.892    |
| 2005          | 18.735    |
| 2010          | 18.407    |
| 2015          | 17.370    |